# Cusco II
Cusco II es un álbum de música New Age del grupo alemán Cusco, lanzado en 1981.

## Pistas
1. Bodensee
2. Lake Of Ozarks
3. Nanga Parbat
4. Aetna
5. Königsee
6. Kilimanjaro
7. Lake Erie
8. Athos
9. Fujiyama
10. Lake Victoria
11. Machu Picchu
12. Baikal Lake

- Datos: Q8352750